# متیل یدید
متیل یدید (انگلیسی: Methyl iodide) که یدومتان نیز خوانده میشود نوعی ترکیب آلی است که در فرایندهای سنتز آلی به عنوان دهنده گروه متیل عمل میکند.